# 1617 Alschmitt
1617 Alschmitt је астероид главног астероидног појаса са средњом удаљеношћу од Сунца која износи 3,193 астрономских јединица (АЈ).
Апсолутна магнитуда астероида је 10,4.